# صموئيل برنارد ديك
صموئيل برنارد ديك (بالإنجليزية: Samuel Bernard Dick)‏ هو سياسي أمريكي، ولد في 26 أكتوبر 1836 في ميدفيل في الولايات المتحدة، وتوفي بنفس المكان في 10 مايو 1907. حزبياً، نشط في الحزب الجمهوري. وقد انتخب عضو مجلس النواب الأمريكي.